# Cabanes (Spanyolország)
Cabanes település Spanyolországban, Girona tartományban. Cabanes Figueres, Masarac, Peralada, Vilabertran, Llers és Pont de Molins községekkel határos. Lakosainak száma 978 fő (2024).

## Népesség
A település népessége az elmúlt években az alábbi módon változott:
| Lakosok száma | 300  | 933  | 742  | 834  | 832  | 852  | 932  | 921  | 948  | 978  |
|               | 1717 | 1887 | 1936 | 1960 | 1986 | 2004 | 2009 | 2014 | 2019 | 2024 |